# Sebastian Rode
Sebastian Rode (ur. 11 października 1990 w Seeheim-Jugenheim) – niemiecki piłkarz występujący na pozycji pomocnika w niemieckim klubie Eintracht Frankfurt. W latach 2007–2013 młodzieżowy reprezentant Niemiec.

## Kariera klubowa
W czasach juniorskich występował m.in. w SKV Hähnlein, FC Alsbach, Viktoria Griesheim, SV Darmstadt 98 i Kickers Offenbach. W 2008 roku dołączył do seniorskiej drużyny Kickers. W sumie, w jej barwach, rozegrał 15 meczów ligowych, w których zdobył jednego gola. W 2010 roku odszedł za około 250 tysięcy euro do Eintrachtu Frankfurt. W rozgrywkach Bundesligi zadebiutował 21 stycznia 2011 w meczu przeciwko Hamburger SV (0:1). 1 lipca 2014 roku po wygaszonym kontrakcie z Eintrachtem za darmo dołączył do Bayernu Monachium. 6 czerwca 2016 roku podpisał 4-letni kontrakt z Borussią Dortmund, który obowiązywał do 2020 roku.

## Sukcesy

### Bayern Monachium
- Mistrzostwo Niemiec: 2014/2015, 2015/2016
- Puchar Niemiec: 2015/2016

### Borussia Dortmund
- Puchar Niemiec: 2016/2017

### Eintracht Frankfurt
- Liga Europy UEFA: 2021/2022